# Бекмухамедов, Шавкат Мухамеджанович
Шавкат (Шафкат) Мухамеджанович Бекмухамедов (1892, Букеевская Орда, 2-й Морской береговой округ — 1958, Алма-Ата) — советский казахский государственный деятель.

## Биография
Обучался в Астраханской мужской гимназии (1903—1912), на юридическом факультете Казанского университета (1912—1917). За участие в студенческом движении был отчислен из университета, затем восстановлен.
Секретарь президиума съезда казахов Тургайской области, проходившего 2—6 апреля 1917 года в Оренбурге, с участием представителей Уральской, Акмолинской, Семипалатинской, Сырдарьинской областей и Букеевокой Орды.
С 21 апреля 1917 заместитель председателя совета волостных Буксевской Орды. Первый земельный комиссар, председатель губернского Совета рабочих, крестьянских и солдатских депутатов. В 1918 году заместитель военного комиссара. С ноября 1919 года член Казревкома, с сентября 1921 года избран членом народного комиссариата юстиции. На 2-м Всеказахском съезде Советов Бекмухамедов принимал участие в составлении первых законодательных актов Казахской автономии. Член комиссии по подготовке Конституции Каз АССР. В дальнейшем занимал различные посты на государственной службе.